# Ságújfalu
Ságújfalu là một thị trấn thuộc hạt Nógrád, Hungary. Thị trấn này có diện tích 12,03 km², dân số năm 2010 là 1080 người, mật độ 90 người/km².